# Novoivánovski (Séverskaya, Krasnodar)
Novoivánovski (del ruso: Новоивановский) es un jútor del raión de Séverskaya del krai de Krasnodar, en Rusia. Está situada en la orilla derecha del río Il, afluente del Sujói Aushedz, distributario del Kubán, en su desembocadura en el embalse Kriukovskoye, 16 km al noroeste de Séverskaya y 38 km al sureste de Krasnodar. Tenía 210 habitantes en 2010.
Pertenece al municipio Lvóvskoye.